# Cobitis sinensis
Cobitis sinensis är en fiskart som beskrevs av Sauvage och Dabry de Thiersant, 1874. Cobitis sinensis ingår i släktet Cobitis och familjen nissögefiskar. IUCN kategoriserar arten globalt som livskraftig. Inga underarter finns listade i Catalogue of Life.